# Reto Caslano
Reto Caslano (Pseudonym von Gino Gschwend; * 13. Mai 1937 in Waldkirch SG; † 2003) war ein Schweizer Dichterarzt.

## Werke (Auswahl)
- Tücken des Lebens. Anzeigerverlag, Luzern 1992.
- Die Millionenerbin, Kriminal-roman. Anzeigerverlag, Luzern 1993.
- Das gestohlene Feuer. Haag + Herchen, Frankfurt am Main 1997.